# Pangênese
Pangénese (português europeu) ou Pangênese (português brasileiro) foi uma teoria científica obsoleta sobre a hereditariedade articulada em profundidade por Charles Darwin em 1868. A ideia básica da pangênese remonta a pensadores pré-científicos como Hipócrates. Representa um modelo misto entre a herança por mistura aceito na época com um elemento de herança de caracteres adquiridos. Segundo esta teoria, as partes do organismo produziriam partículas denominadas "gêmulas" (novas gônadas) que eram direcionadas para as células germinativas. Durante a reprodução sexuada, havia a mistura das partículas provenientes do macho e da fêmea produzindo um novo organismo com características de ambos os progenitores. 
De acordo com a pangênese, a modificação do organismo durante a vida provocava alterações nas gêmulas e, consequentemente, poderiam ser transmitidas para as gerações seguintes. Experimentos conduzidos à época por Francis Galton (1822-1911), foram incapazes de evidenciar a existência das gêmulas, e a teoria da pangênese foi eventualmente abandonada.
Charles Darwin incorporou elementos de transmissão dos caracteres adquiridos na teoria por mistura em resposta a principal crítica de que o seu mecanismo de evolução, a seleção natural. Em um modelo de herança estritamente por mistura, a variação fenotípica tende a desaparecer e consequentemente, impede o progresso da adaptação. Portanto, o elemento de herança de caracteres é um mecanismo adicional que forneceria variação genética. O desenvolvimento subsequente do mendelismo (i.e. herança particulada) descreditou o modelo de herança por mistura. Hoje sabe-se que a fonte primária de variação genética é a mutação e que sob um modo de herança particulada a variação não tende a desaparecer.